# Sam Spade
Pour les articles homonymes, voir Spade.
Sam Spade est un personnage de fiction, détective privé créé par Dashiell Hammett pour le roman Le Faucon de Malte paru dès 1930 dans la revue populaire Black Mask.
Le personnage a été interprété plusieurs fois à l'écran, notamment par Humphrey Bogart dans le film Le Faucon maltais en 1941. Clive Owen l'incarne dans la mini-série Mister Spade (2024).

## Dans l'œuvre de Hammett

### Roman
- Le Faucon de Malte (The Maltese Falcon), paru en quatre épisodes dans la revue Black Mask de septembre 1929 à janvier 1930, puis édité en 1930.

Parues dans The American Magazine en 1932, reprises en 1944 dans Sam Spade et autres histoires de détectives (A Man Named Spade and Other Stories), 
- Sam Spade (A Man Called Spade)
- Trop ont vécu (Too Many Have Lived)
- On ne peut vous pendre qu'une fois (They Can Only Hang You Once)

### Cinéma

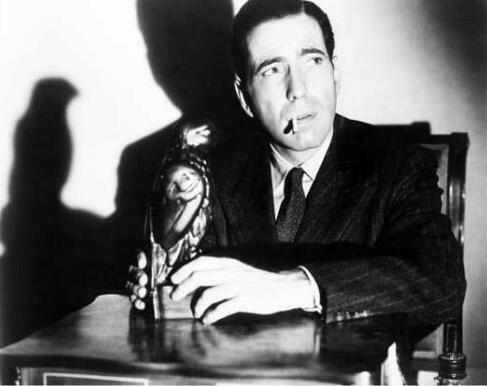
Humphrey Bogart interprétant Sam Spade dans Le Faucon maltais (1941).

Le Faucon de Malte fut plusieurs fois adapté à l'écran. Ricardo Cortez fut le premier à reprendre le rôle dans Le Faucon maltais (The Maltese Falcon, 1931), adaptation qui n'eut pas à souffrir de la dictature du Code Hays encore inexistant. Le Code fit en revanche opposition à une nouvelle sortie du film en 1936 en raison du contenu « obscène » du film.
La seconde adaptation occupa le registre de la comédie. Ce Le Faucon maltais-là (Satan Met a Lady, 1936) fut interprété par Warren William, et le personnage fut d'ailleurs renommé Ted Shane.
Mais l'incarnation la plus mémorable de Sam Spade le fut sous les traits d'Humphrey Bogart, en 1941, dans l'adaptation la plus célèbre du Faucon maltais (The Maltese Falcon). Très différent de la description du personnage dans le roman (petit, brun, mat alors que Spade est grand et blond), et critiqué à l'époque pour ne pas avoir rendu la personnalité perverse de Spade, Bogart établit pourtant le personnage-type du détective privé au cinéma, qui influencera la vogue du Film noir de l'après-guerre.
Un remake parodique fut produit en 1975 sous le titre de The Black Bird, avec George Segal dans le rôle de Sam Spade, Jr., fils fictif de l'original.

### Télévision
La série Monsieur Spade met en scène Sam Spade (interprété par l’acteur Clive Owen) à la retraite en France dans les années 1960.

### Radio
À la radio, Spade fut d'abord joué par Edward G. Robinson, qui ne le joua jamais au cinéma, en 1943 dans une production du Lux Radio Theatre de CBS. Bogart reprit le rôle sur la même station, dans une production du Academy Award Theatre, en 1946. Un feuilleton fut ensuite produit avec Howard Duff dans le rôle principal (puis Steve Dunne), avec une approche beaucoup plus second degré, et fut diffusé sur ABC, CBS et NBC.
- Lux Radio Theatre : "The Maltese Falcon" (1943, CBS) - adaptation du roman en 60 minutes, avec Edward G. Robinson (Sam Spade) et Laird Cregar (Casper Gutman)
- Academy Award Theatre : "The Maltese Falcon" (1946, CBS) - adaptation du roman en 30 minutes, avec Humphrey Bogart, Mary Astor et Sydney Greenstreet
- Suspense : "The Khandi Tooth Caper" (10 janvier 1948) - 60 minutes, avec Howard Duff
- The Adventures of Sam Spade, avec Howard Duff puis Steve Dunne (Sam Spade)
  - The Adventures of Sam Spade (1946, ABC) - 13 épisodes de 30 minutes
  - The Adventures of Sam Spade (1946-49, CBS) - 157 épisodes de 30 minutes
  - The Adventures of Sam Spade (1949-50, NBC) - 51 épisodes de 30 minutes
  - The Adventures of Sam Spade (1950-51, NBC) - 24 épisodes de 30 minutes

### Bande dessinée
- Rodlow Willard, The Maltese Falcon, Feature Books no 48, David McKay Publications, 1946
- Lou Fine, Sam Spade Wildroot Hair Tonic Ads (années 1950) : bandes dessinées publicitaires d'une page publiées dans les journaux, magazines, comic books, en rapport avec l'émission de radio The Adventures of Sam Spade, également sponsorisée par Wildroot.

### Allusions dans la culture populaire
- Dans la série télévisée FBI : Portés disparus, Poppy Montgomery joue le rôle d'un agent du FBI nommé Samantha « Sam » Spade.
- Dans la série télévisée New York, police judiciaire (Law and Order) (saison 12, épisode 6 Formerly Famous), le détective Briscoe interpelle le photographe d'un avocat, lui demandant de quitter la zone du crime en l'appelant Sam Spade.
- Dans le roman de Umberto Eco Le Pendule de Foucault, le narrateur se compare à plusieurs reprises à un « Sam Spade de la culture »[3].